# Fimbristylis crystallina
Fimbristylis crystallina är en halvgräsart som beskrevs av Ethirajalu Govindarajalu. Fimbristylis crystallina ingår i släktet Fimbristylis och familjen halvgräs. IUCN kategoriserar arten globalt som starkt hotad. Inga underarter finns listade i Catalogue of Life.